# Edward William Abel
Edward William Abel CBE (* 3. Dezember 1931 in Mid Glamorgan; † 19. April 2021) war ein britischer Chemiker.

## Leben
Edward William Abel war von 1972 bis 1997 Professor für Anorganische Chemie an der University of Exeter. Dort leitete er außerdem von 1977 bis 1988 die Abteilung für Chemie und war von 1991 bis 1994 stellvertretender Vizekanzler der Universität. Er verfasste mehrere Lehrbücher auf dem Gebiet der metallorganischen Chemie und war von 1996 bis 1998 Präsident der Royal Society of Chemistry. Abel erhielt 1980 den Tilden Prize der Royal Society of Chemistry. 1997 wurde er Commander of the Order of the British Empire. Im Jahr 2000 ehrte ihn die University of Exeter mit einem Ehrendoktortitel.

## Publikationen
- mit Eugene G. Rochow: The Chemistry of Germanium: Tin and Lead (= Pergamon Texts in Inorganic Chemistry. Band 14). Pergamon, ISBN 978-1-4831-7177-7.
- Specialist Periodical Reports (= Organometallic Chemistry. Band 15). Royal Society of Chemistry, 1987, ISBN 978-0-85186-631-4.
- mit F. Gordon A. Stone: Specialist Periodical Reports (= Organometallic Chemistry. Band 16). Royal Society of Chemistry, 1987, ISBN 978-0-85186-641-3.
- Specialist Periodical Reports (= Organometallic Chemistry. Band 22). Royal Society of Chemistry, 1993, ISBN 978-0-85186-701-4.